# Nelliston
Nelliston és una població dels Estats Units a l'estat de Nova York. Segons el cens del 2000 tenia 622 habitants.

## Demografia
Segons el cens del 2000, Nelliston tenia 622 habitants, 257 habitatges, i 172 famílies. La densitat de població era de 218,3 habitants/km².
Dels 257 habitatges en un 26,8% hi vivien nens de menys de 18 anys, en un 51,4% hi vivien parelles casades, en un 10,9% dones solteres, i en un 32,7% no eren unitats familiars. En el 29,2% dels habitatges hi vivien persones soles el 14,8% de les quals corresponia a persones de 65 anys o més que vivien soles. El nombre mitjà de persones vivint en cada habitatge era de 2,42 i el nombre mitjà de persones que vivien en cada família era de 2,91.
Per edats la població es repartia de la següent manera: un 24% tenia menys de 18 anys, un 7,4% entre 18 i 24, un 27,7% entre 25 i 44, un 21,5% de 45 a 60 i un 19,5% 65 anys o més.
L'edat mediana era de 41 anys. Per cada 100 dones de 18 o més anys hi havia 91,5 homes.
La renda mediana per habitatge era de 31.544 $ i la renda mediana per família de 35.875 $. Els homes tenien una renda mediana de 26.500 $ mentre que les dones 20.375 $. La renda per capita de la població era de 15.002 $. Entorn del 6,4% de les famílies i el 9,8% de la població estaven per davall del llindar de pobresa.